# Dmitri Nabokov
Dmitri Vladimirovich Nabokov (* 10. Mai 1934 in Berlin; † 23. Februar 2012 in Vevey) war ein US-amerikanischer Opernsänger (Bass) und Übersetzer. Er war das einzige Kind aus der Ehe zwischen dem russisch-amerikanischen Schriftsteller Vladimir Nabokov, einem der bedeutendsten Erzähler des 20. Jahrhunderts und seiner gleichfalls aus Russland stammenden Frau Véra Nabokov, die das literarische Schaffen ihres Mannes seit Ehebeginn begleitete. Dmitri Nabokov war in seinen letzten Lebensjahren außerdem der Verwalter des literarischen Nachlasses seines Vaters.

## Leben

### Familienhintergrund und Kindheit
Dmitri Nabokov wurde am 10. Mai 1934 in Berlin geboren. Sein Vater Vladimir Nabokov war der Nachkomme einer wohlhabenden russischen Aristokratenfamilie, dessen Großvater russischer Justizminister gewesen war und dessen Vater Wladimir Dmitrijewitsch Nabokow als Politiker nach dem Sturz des Zaren 1917 an der republikanischen provisorischen Regierung beteiligt gewesen war, welcher dann die Oktoberrevolution ein Ende setzte. Seine Mutter Véra Nabokov, mit Geburtsnamen Véra Slonim, entstammte einer wohlhabenden jüdischen Familie. Ihrem Vater, der Jura studiert hatte, war es auf Grund der antisemitischen Gesetzgebung des zaristischen Russlands nicht möglich gewesen, als Anwalt tätig zu werden. Er baute jedoch erfolgreich einen Handel mit Holz und Dachziegeln auf. Ähnlich wie ihr späterer Mann hatte sie eine sorgfältige mehrsprachige Erziehung genossen, in der Literatur eine große Rolle spielte.
Beide Elternteile Dmitri Nabokovs gingen nach der Oktoberrevolution 1917 ins Exil und ließen sich nach mehreren Stationen im Ausland in Berlin nieder. Berlin war in den ersten Jahren nach Ende des Ersten Weltkriegs Zentrum russischer Exilanten. In den ersten Jahren wurden 86 russische Verlage in Berlin gegründet. 150 verschiedene russischsprachige Zeitungen und Magazine erschienen dort. Im Jahr 1923 übertraf Berlin Petersburg und Moskau in seiner Bedeutung als Ort russischsprachiger Literaturveröffentlichungen. Véra Slonims Vater war selbst Mitbegründer eines Verlagshauses mit dem Namen Orbis, in dem Véra Slonim mitarbeitete.

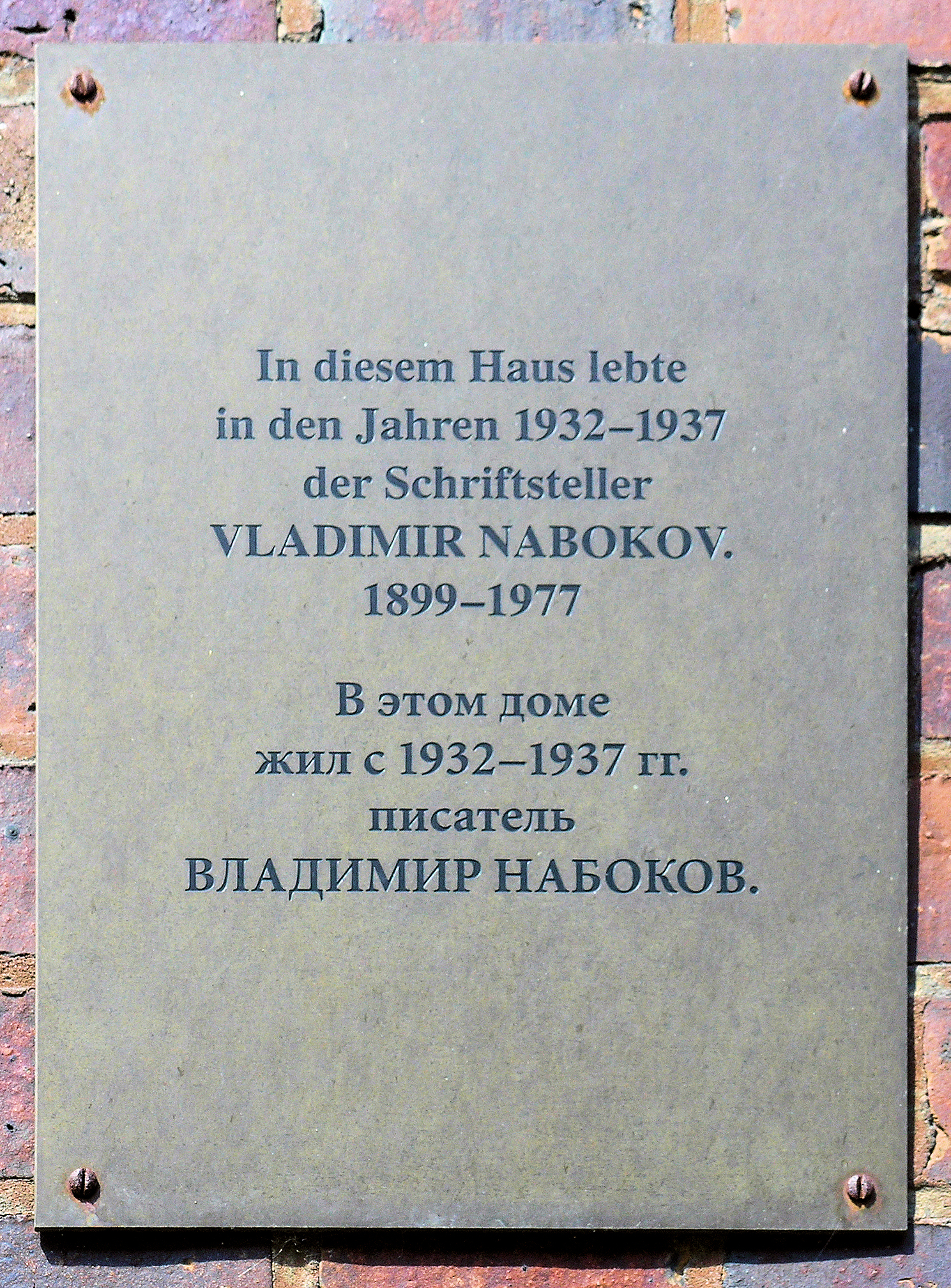
Gedenktafel am Haus Nestorstraße 22 in Berlin-Halensee, wo Familie Nabokov zeitweilig lebte.

Vladimir Nabokov zählte innerhalb der russischen Emigrantengemeinden zu den bekannteren Autoren und veröffentlichte Gedichte, Theaterstücke und Schachaufgaben in einer russischsprachigen Literaturzeitung, für die auch Véra Slonim gelegentlich englischsprachige Autoren ins Russische übersetzte. Am 15. April 1925 heirateten die beiden. Zu diesem Zeitpunkt war Berlin auf Grund der Hyperinflation nicht länger das Zentrum der Exilrussen; viele aus Russland ausgewanderte Russen hatten ihren Lebensmittelpunkt nach Frankreich verlegt. Das Ehepaar Nabokov entschloss sich jedoch, weiterhin in Berlin zu bleiben. Véra Nabokov trug durch ihre Arbeit als Sekretärin und Übersetzerin sowie durch Sprachenunterricht wesentlich zum Unterhalt der Familie bei.
Die Frage der Auswanderung aus Deutschland hatte die Nabokovs seit der Machtübergabe an die Nationalsozialisten im März 1933 beschäftigt. Es scheiterte zunächst daran, dass das Ehepaar Nabokov, obwohl sie sich in Deutschland nicht wohlfühlten, kein Land als Lebensmittelpunkt geeignet erschien. Ihre beengte finanzielle Situation erschwerte eine Auswanderung zusätzlich. Das Ehepaar Nabokov besaß bereits im März 1933 Visa für Frankreich, die Schwangerschaft Véra Nabokovs trug aber dazu bei, dass sie die Auswanderung aufschoben. Ein Grund für die verzögerte Auswanderung war auch, dass die einen russischen Pass besitzende Véra Nabokov in Berlin immer noch Arbeit als Übersetzerin und Sprachenlehrerin fand. Erst 1937 wanderte die Familie zunächst nach Frankreich und dann im Jahre 1940 in die Vereinigten Staaten aus. Dmitri Nabokov verbrachte einen Teil seiner Kindheit in der Region um Boston, wo sein Vater am Wellesley College lehrte. Nachdem sein Vater eine Professorenstelle an der Cornell University erhalten hatte, zog die Familie nach Ithaca um.
1951 begann Nabokov am Harvard College Geschichte und Literatur zu studieren. Obwohl er eine Zulassung für die Harvard Law School erhielt, verzichtete er auf diesen Ausbildungsweg, weil er nach etwas suchte, was er mit Leidenschaft betreiben würde. Nach seinem Abschluss des College nahm er zwei Jahre lang Gesangsunterricht an der Longy School of Music. Er trat dann der U.S. Army bei, wo er Russisch unterrichtete und einem Armeekaplan als Assistent diente.

### Berufliche Laufbahn
Der Erfolg, den Vladimir Nabokov mit seinem dreizehnten, 1955 in Frankreich erstveröffentlichten Roman Lolita hatte, veränderte nach 1958 – als der Roman endlich auch in den Vereinigten Staaten herausgegeben und ein internationaler Bestseller wurde – die Situation der Familie Nabokov nachhaltig. Auf Grund der Tantiemenzahlungen war es dem Ehepaar Nabokov erstmals seit ihrer jeweiligen Jugend möglich, ein finanziell sorgenfreies Leben zu führen. Die von kontroversen Debatten um die literarische Qualität von Lolita erhöhte Bekanntheit seines Vaters sorgte dafür, dass in zahlreichen Ländern auch die vorherigen Werke von Vladimir Nabokov veröffentlicht wurden. Dmitri Nabokov übersetzte mehrere der Werke seines Vaters, darunter Romane, Erzählungen, Theaterstücke, Gedichte, Vorlesungen und Briefe, in mehrere Sprachen. Eine seiner ersten Übersetzungen war der Roman Einladung zur Enthauptung, die Dmitri Nabokov unter Begleitung seines Vaters vom Russischen ins Englische übertrug. Nach dem Tod seines Vaters veröffentlichte Dmitri im Jahr 1986 eine der frühen Erzählungen seines Vaters. Der Zauberer war eine etwa 30 Seiten lange Kurzgeschichte, die Nabokov auf Russisch in Paris veröffentlicht. Wie in Lolita ist das Thema die Beziehung eines pädophilen erwachsenen Mannes zu einem präpubertären Mädchen. Nabokov hatte 1959 in dem Nachwort zu Lolita geschrieben, er habe diese Erzählung bald nach seiner Übersiedlung in die Vereinigten Staaten 1940 vernichtet. Darin täuschte sich Nabokov allerdings. Die Erzählung wurde im Februar 1959 unter anderen Papieren wiedergefunden. Die Kurzgeschichte wird gelegentlich als Ur-Lolita bezeichnet, eine Bezeichnung, die Dmitri Nabokov allerdings immer ablehnte.
Gemeinsam mit seinem Vater erarbeitete er auch eine englische Übersetzung von Michail Jurjewitsch Lermontows Roman Ein Held unserer Zeit, die 1958 erschien. 1961 debütierte er als Opernsänger. Er gewann in Italien in der Rolle des Colline aus La Bohème in Italien einen Opernwettbewerb in der Kategorie Bass. In dieser Inszenierung hatte auch Luciano Pavarotti sein Debüt, der den Gesangswettbewerb in der Kategorie Tenor gewann. Zu den Höhepunkten seiner Karriere als Opernsänger gehören Auftritte mit der Sopranistin Montserrat Caballé und dem Tenor Giacomo Aragall.

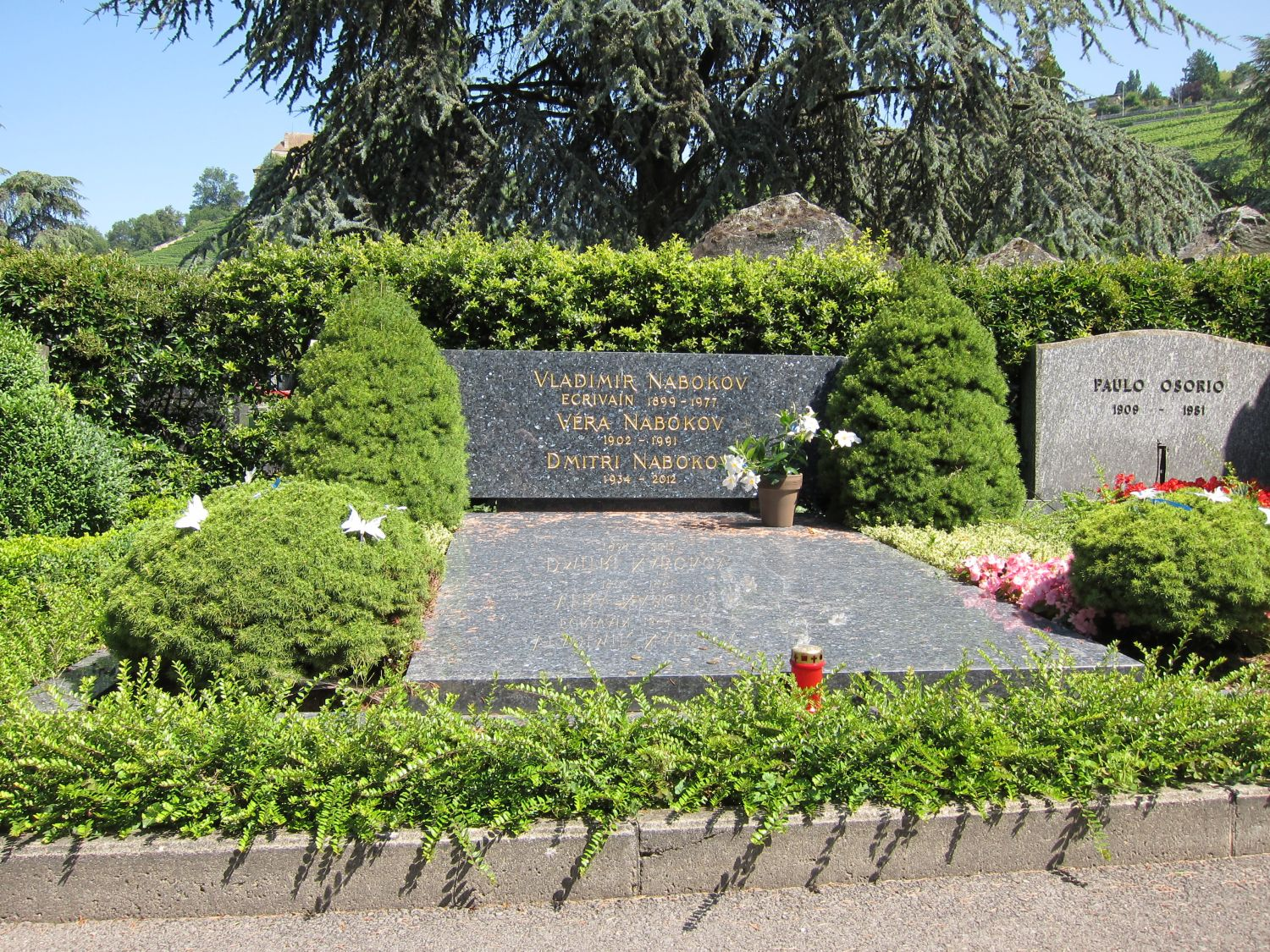
Grabstätte von Vladimir, Vera und Dmitri Nabokov in Montreux-Clarens

Im Jahre 1980 verunglückte Dmitri Nabokov, der semiprofessionell auch Autorennen fuhr, bei einem Autounfall schwer. Er erlitt unter anderem schwere Verbrennungen. Der Unfall bereitete seiner Karriere als Opernsänger ein Ende. Gemeinsam mit seiner Mutter verwaltete er den Nachlass seines 1977 verstorbenen Vaters. Über 30 Jahre setzte er sich mit der Frage auseinander, ob das letzte Romanfragment seines Vaters veröffentlicht werden sollte. Es erschien schließlich im Jahre 2009.
Anlässlich des 100. Geburtstages von Vladimir Nabokov trat Dmitri als sein Vater in Terry Quinns Dear Bunny, Dear Volodya, einer dramatisierten Lesung basierend auf dem Briefaustausch zwischen Vladimir Nabokov und seinem Freund, dem Literaturkritiker und Schriftsteller Edmund Wilson, auf. Das Stück wurde unter anderem in New York, Paris, Mainz und Ithaca aufgeführt. Zuletzt entstand unter seiner Mitwirkung der Kinofilm des Filmemachers Harald Bergmann Der Schmetterlingsjäger – 37 Karteikarten zu Nabokov (D/CH 2012) zu Texten Vladimir Nabokovs aus seiner Autobiographie Erinnerung, sprich und Auszügen des Kapitels Textur der Zeit aus Nabokovs Roman Ada oder Das Verlangen.
Trotz mehrerer Beziehungen blieb Dmitri Nabokov letztlich unverheiratet und hatte keine Kinder. In seinen letzten Lebensjahren lebte er in Palm Beach, Florida und Montreux, Schweiz. Er starb am 23. Februar 2012 in Vevey, Schweiz.